# Aventuras de Cucuruchito y Pinocho
Aventuras de Cucuruchito y Pinocho (übersetzt: „Die Abenteuer von Cucuruchito und Pinocchio“) ist ein mexikanischer Film aus dem Jahr 1942. Regisseur dieses Kinder- und Fantasyfilm war Carlos Véjar, Jr., der auch zusammen mit Salvador Bartolozzi und Magda Donato das Drehbuch verfasst hatte.
Die Handlung des Films spielt in Perlandia. Die Hexe Pirulí entführt die Prinzessin Cucuruchito. Die Holzpuppe Pinocchio und sein Stoffhund Pipa machen sich auf den Weg, sie zu retten. Die beiden durchleben zahlreiche Abenteuer, unter anderem begegnen sie dabei Piraten und einem Drachen, und können am Ende die Prinzessin aus der Gefangenschaft bei Pirulí befreien.
Aventuras de Cucuruchito y Pinocho wurde im Cinecolor-Verfahren als Farbfilm gedreht. Der Film wurde von der Gesellschaft Cimesa produziert und hatte am 18. März 1943 seine Premiere. In den Jahren 1944 bis 1946 veröffentlichte Cinespano Corporation Aventuras de Cucuruchito y Pinocho auf Spanisch in den Vereinigten Staaten, insbesondere in Texas. Bereits 1943 wurde der Film in Kuba aufgeführt, 1945 erreichte er dann Spanien. Angeblich gab es einen Konflikt um die Urheberrechte an Pinocchio, die von Walt Disney, für den Carlos Véjar, Jr. zuvor gearbeitet hatte, beansprucht wurden. Die Version des Pinocchio von Salvador Bartolozzi ging jedoch bereits auf die 1910er-Jahre zurück. An der Entstehung des Films waren zahlreiche spanische Exilanten beteiligt, die nach ihrer Flucht vor dem Spanischen Bürgerkrieg in der mexikanischen Filmindustrie arbeiteten. Der Kameramann Ross Fisher hatte hingegen einen Hollywood-Hintergrund. Der als Cri-Cri für seine Kinderlieder bekannte Komponist und Sänger Francisco Gabilondo Soler steuerte einige Lieder für den Film bei. Nach der Produktion von Aventuras de Cucuruchito y Pinocho gab es bis Pulgarcito von René Cardona fünfzehn Jahre später keinen weiteren Versuch, in Mexiko einen Kinder- und Fantasyfilm in Farbe zu drehen. Der Film ist heute nur noch in einem privaten Archiv in Kalifornien überliefert, aber nicht der Öffentlichkeit und Forschung zugänglich.